# Nkot
Nkot est une localité du Cameroun située dans le département du Donga-Mantung et la Région du Nord-Ouest, à proximité de la frontière avec le Nigeria. Elle fait partie de la commune de Nwa et du canton de Yamba.

## Population
En 1970 la localité comptait 1 197 habitants, des Mfumte.
Lors du recensement de 2005, on y a dénombré 1 264 personnes.